# Tukwila
Tukwila az Amerikai Egyesült Államok északnyugati részén, Washington állam King megyéjében elhelyezkedő város. A 2010. évi népszámlálási adatok alapján 19 107 lakosa van.

## Története
A térség első lakói a duwamish indiánok voltak; a Tukwila kifejezés jelentése „mogyoró”. Az őslakosok faházakban éltek, a szomszédos törzsekkel pedig a Duwamish folyó mentén kereskedtek.
Az első fehér telepes az 1853-ban ideérkező kanadai Joseph Foster volt. A „Tukwila atyjaként” ismert férfi huszonkét éven át volt a territóriumi képviselőház tagja. Foster nevét ma városrész és gimnázium is viseli.
A település később fontos mezőgazdasági kereskedőpont lett. Az Interurban Railroad járatával a Seattle és Tacoma közti táv vonattal kevesebb mint egy óra volt. Washington állam első makadámútja itt található.
Tukwila 1908-ban kapott városi rangot; első polgármestere Joel Shomaker újságíró volt.

## Éghajlat
A város éghajlata mediterrán (a Köppen-skála szerint Csb).

## Népesség
A 2010-es népszámláláskor a városnak 19 107 lakója, 7157 háztartása és 4124 családja volt. A népsűrűség 803,2 fő/km2. A lakóegységek száma 7755, sűrűségük 326 db/km2. A lakosok 43,9%-a fehér, 17,9%-a afroamerikai, 1,1%-a indián, 19%-a ázsiai, 2,8%-a a Csendes-óceáni szigetekről származik, 9,3%-a egyéb, 6%-a pedig kettő vagy több etnikumú. A spanyol vagy latino származásúak aránya 17,5% (   )
A háztartások 33,3%-ában élt 18 évnél fiatalabb. 36,6% házas, 13,8% egyedülálló nő, 7,2% egyedülálló férfi, 42,4% pedig nem család. 32,2% egyedül élt; 5,9%-uk 65 éves vagy idősebb. Egy háztartásban átlagosan 2,64 személy élt; a családok átlagmérete 3,42 fő.
A medián életkor 33,8 év volt. A város lakóinak 24,2%-a 18 évesnél fiatalabb, 10,2% 18 és 24 év közötti, 32,7%-uk 25 és 44 év közötti, 25,1%-uk 45 és 64 év közötti, 8%-uk pedig 65 éves vagy idősebb. A lakosok 51,9%-a férfi, 48,1%-a pedig nő.

## Kultúra
A King megyei nemzetközi repülőtérrel szemközt fekszik a város repüléstörténeti múzeuma. A Rainier Szimfonikus Zenekar koncertjeit a Foster Előadóművészeti Központban tartja.
Az 1990-es és 2000-es években Erik Lacitis, a The Seattle Times szerkesztője a „Tukwila meglátogatása” szóösszetételt a házastársak közti szexuális kapcsolatra használta.

## Oktatás
A város iskoláinak fenntartója a Tukwilai Tankerület. A Foster High School az USA nemzetileg egyik legváltozatosabb oktatási intézménye: a 2016-os adatok alapján az 50 országból származó diákok 45 nyelvet beszélnek.
A Raisbeck Aviation High School repüléstechnikai középiskola működtetője a Highline Public Schools.

## Nevezetes személyek
- Jim North, amerikaifutball-játékos[18]
- Mario Segale, a Nintendo Mario karakterének névadója[19]
- William Cumming, művész és aktivista[20]
- Zack Hudgins, politikus[21]

## Fordítás
- Ez a szócikk részben vagy egészben  a   Tukwila, Washington című angol Wikipédia-szócikk ezen változatának fordításán alapul.  Az eredeti cikk szerkesztőit annak laptörténete sorolja fel. Ez a jelzés csupán a megfogalmazás eredetét és a szerzői jogokat jelzi, nem szolgál a cikkben szereplő információk forrásmegjelöléseként.